# Elecciones regionales de Basilicata de 2024
Las elecciones regionales de Basilicata de 2024 se realizaron el 21 y 22 de abril de 2024 para elegir los 21 escaños del Consejo Regional de Basilicata y al presidente de la región, que automáticamente se convierte en miembro del consejo junto con el candidato clasificado en segundo lugar. Fueron las últimas elecciones en Italia antes de las elecciones al Parlamento Europeo en junio de 2024 y las terceras elecciones del ciclo de elecciones regionales de Italia de 2024 (después de Cerdeña y Abruzos).
Después de algunas negociaciones, la coalición de centroderecha presentó como candidato a Vito Bardi, el presidente en ejercicio. Bardi cuenta con el apoyo de Hermanos de Italia, la Liga, Forza Italia-Nosotros Moderados, la Unión de Centro-Democracia Cristiana, Acción y las listas cívicas Orgullo Lucano, que incluye a miembros de Italia Viva y Verdadera Basilicata. La coalición de centroizquierda eligió al presidente de la provincia de Matera, Piero Marrese, después de largas negociaciones y tras la retirada de otros dos candidatos. Apoyan a Marraese el Partido Democrático, el Movimiento 5 Estrellas, la Alianza Verdes e Izquierda, el Partido Socialista Italiano, Basilicata Posible, Más Europa, Centro Democrático y las listas cívicas Basilicata Casa Común y Basilicata Unida.
Otros candidatos presidenciales incluyeron inicialmente a Angelo Chiorazzo por la lista cívica Basílicata Casa Común y Pasquale Tucciariello por la lista cívica Área Popular. Chiorazzo había anunciado su candidatura independiente en diciembre de 2023, meses después la retiró por un candidato común (Domenico Lacerenza) dentro de la coalición de centroizquierda y volvió a anunciar su candidatura cuando ésta fracasó y Lacerenza renunció, antes de regresar a la coalición de centroizquierda. y respaldar a Marrese, todo en marzo de 2023. Tucciariello también retiró su candidatura en marzo de 2023. Eustacchio Follia de Volt Italia es el único otro candidato que queda además de Bardi y Marrese en marzo de 2024.

## Antecedentes
Las elecciones regionales de Basilicata de 2019 fueron ganadas por la coalición de centroderecha y su candidato presidencial Vito Bardi de Forza Italia, en medio de una coalición de centroizquierda dividida y empañada por escándalos. Fue la primera victoria regional de la coalición de centroderecha en Basílicata desde que se celebraron elecciones directas desde 1995 y la primera victoria presidencial de derecha desde que se estableció el cargo en 1970. Debido al arraigo de la coalición de centroizquierda en la región, Basilicata es considerada la Emilia-Romaña del sur de Italia. En febrero de 2022, el Consejo Regional de Basilicata acordó celebrar las elecciones los días 21 y 22 de abril de 2024. El año electoral de 2024 se consideró crucial para Italia. Ambas coaliciones mostraron desacuerdos y desacuerdos. De cara a las elecciones regionales de Cerdeña de 2024, la Liga insistió en el actual candidato Christian Solinas, mientras que Hermanos de Italia presionó por Paolo Truzzu. Como resultado de esta lucha interna por el poder dentro de la coalición de centroderecha, la reelección de Bardi no estaba asegurada; por ejemplo, a cambio de Truzzu, la Liga pidió un candidato propio en Basilicata. Al final, Truzzu fue elegido candidato de la coalición de centroderecha en Cerdeña, después de que Solinas y otras seis personas fueran acusadas de corrupción, y Bardi fue confirmado como su candidato presidencial por Basilicata.
En el campo de la coalición de centroizquierda, había división sobre su candidato. Angelo Chiorazzo había anunciado su candidatura independiente en diciembre de 2023. Carecía del apoyo necesario entre la coalición, como algunos miembros del Movimiento 5 Estrellas. Si bien lo considera una persona estimada, Giuseppe Conte planteó la cuestión de un conflicto de intereses debido a la carrera empresarial de Chiorazzo en el sector sanitario. De manera similar, el candidato elegido por el Movimiento 5 Estrellas, Domenico Lacerenza, no gustó a toda la coalición y provocó críticas. Al igual que Chiorazzo, Lacerenza era considerado una persona estimada pero su falta de experiencia política y la forma en que se anunció su candidatura, como una elección improvisada y de último momento, generó críticas dentro de la coalición y provocó algunas bromas relacionadas con la oftalmología debido a la profesión de Lacerenza, y finalmente provocó su retirada tres días después. Además, Acción se quejó de ser excluido por el Movimiento 5 Estrellas y de los supuestos vetos de Conte, lo que a su vez generó críticas por el hecho de que Acción no excluyera la posibilidad de apoyar a Bardi. Tras la fallida campaña independiente en Cerdeña, el líder de Acción, Carlo Calenda, había dicho que esto no volvería a suceder, y fue visto como la apertura de Calenda a Conte para una coalición de centroizquierda que uniera a la oposición. Después de formar parte de la coalición de centroizquierda en las elecciones regionales de los Abruzos de 2024, Italia Viva decidió apoyar a Bardi.

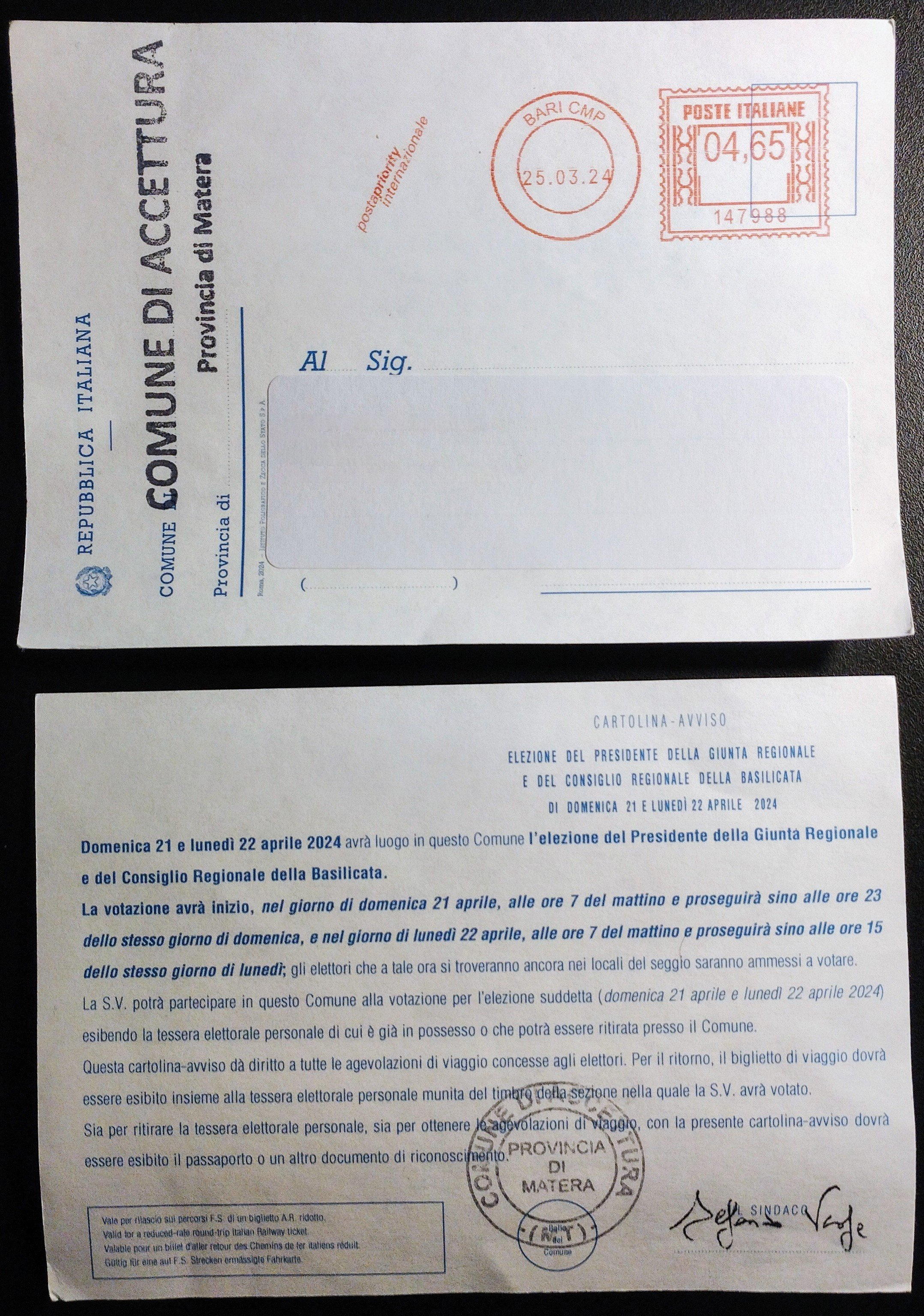
Tarjeta de aviso para las elecciones regionales

Inicialmente se pensó que Roberto Speranza era el candidato unificador de la coalición de centroizquierda, pero rechazó la oferta y, en cambio, presionó por Chiorazzo como candidato. Speranza, quien fue ministro de salud durante la pandemia de COVID-19 en Italia, explicó más tarde que todavía recibía amenazas de muerte de activistas antivacunas y que lo pusieron bajo escolta, por lo que sintió que no podía ser el candidato de la coalición de centroizquierda. Para resolver el estancamiento, la coalición de centroizquierda tuvo que elegir un candidato que pudiera ser apoyado por todos los partidos, incluidos Chiorazzo y la influyente familia Pittella, como los hermanos Gianni Pittella y Marcello Pittella, a quienes se los conoce como los Pittellas, y son considerados una dinastía dentro de la región, con Marcello Pittella comparado con Jep Gambardella en La gran belleza. Esta era una forma de evitar sus propias campañas independientes que, como el intento fallido de Renato Soru en Cerdeña, podrían costarle a la coalición de centroizquierda una victoria importante de cara a las elecciones al Parlamento Europeo y ganar más impulso y credibilidad para la nueva coalición de centroizquierda más amplia y como un amplio campo progresista (campo largo, también conocido como campo larghissimo, cuando tanto el Movimiento 5 Estrellas como Acción–Italia Viva son parte de la coalición como en Abruzos) alternativo a la gobernante coalición de centroderecha para las próximas elecciones generales de Italia. La coalición de centroizquierda finalmente eligió a Piero Marrese, el presidente de la provincia de Matera del que se había hablado y rumoreado en los meses anteriores como candidato unificador, sin el apoyo de Acción e Italia Viva, aunque dijeron que estaban abiertos a ampliar aún más la coalición. Cuando Acción se unió a Italia Viva para apoyar a Bardi y a la coalición de centroderecha, la terminología de campo largo en referencia a una amplia coalición de centroizquierda pasó a utilizarse para la coalición de centroderecha en las elecciones de Basilicata. Su elección generó algunas preocupaciones sobre si esto definitivamente alejaría a Acción e Italia Viva de la coalición de centroizquierda.
Como parte del ciclo de elecciones regionales de Italia de 2024, Basilicata se celebró después de las elecciones en Cerdeña y Abruzos, cada una ganada por la coalición de centroizquierda y la coalición de centroderecha respectivamente. Así, Basilicata ha sido comparada con el estado estadounidense de Ohio y descrita como el Ohio de la política italiana, siendo las últimas elecciones regionales celebradas antes de las elecciones al Parlamento Europeo, que se celebrarán en junio de 2024, y en Italia el mismo día de las elecciones regionales del Piamonte. Las largas negociaciones durante la selección de candidatos, que provocaron divisiones entre las dos coaliciones principales, atrajeron la atención nacional, fueron criticados, fueron comparados, incluso por escritores locales como Gaetano Cappelli, telenovelas y comedias italianas, con referencias a la película italiana de 2010 Basilicata Costa a Costa reformulada como Basilicata Caos a Caos.

## Sistema electoral
La ley electoral sigue la representación proporcional con un umbral del 3% para las listas de partidos y del 4% para las listas de coaliciones que no alcanzaron el umbral del 8%. Si la primera coalición gana el 30% de los votos, los partidos reciben colectivamente de 11 (55%) a 14 escaños (67%). Para las elecciones presidenciales, un candidato debe ganar por mayoría simple (first-past-the-post). Para emitir su voto, el elector puede hacer una sola marca en el nombre de un candidato presidencial, y en este caso el voto no se transmite a ninguna lista de partido. Si el votante marca el símbolo de una de las listas, el voto se transfiere automáticamente al candidato apoyado por esa lista. Desde la aprobación de la nueva ley electoral regional en 2018, no es posible la votación dividida, es decir, votar en una lista y un candidato que no está respaldado por ella.
De acuerdo con la Ley Tatarella de 1995, además del presidente recién elegido, el candidato a presidente de la coalición que ocupe el segundo lugar gana automáticamente un escaño (el primero de su lista de coalición o partido único), en el Consejo Regional. Los 19 escaños restantes se asignarán por provincia, proporcionalmente con respecto a la población de las provincias de Potenza y Matera. El elector puede expresar dos preferencias, reservando la segunda a un candidato de diferente sexo, de lo contrario las segundas preferencias no serán válidas. Entre las innovaciones está la introducción de la igualdad de género (cada lista de partido no puede tener más del 60% de candidatos del mismo sexo) y la abolición del voto dividido.

## Partidos y candidatos
| Partido político o alianza | Partido político o alianza   | Listas constituyentes                                                                  | Listas constituyentes        | Resultados previos | Resultados previos | Candidato        | Candidato |
| Partido político o alianza | Partido político o alianza   | Listas constituyentes                                                                  | Listas constituyentes        | Votos (%)          | Escaños            | Candidato        | Candidato |
| -------------------------- | ---------------------------- | -------------------------------------------------------------------------------------- | ---------------------------- | ------------------ | ------------------ | ---------------- | --------- |
|                            | Coalición de centroderecha   |                                                                                        | Liga (Lega)                  | 19,1               | 6                  | Vito Bardi       |           |
|                            | Coalición de centroderecha   | Forza Italia (FI) (incl. NM)                                                           | 9,1                          | 3                  |                    | Vito Bardi       |           |
|                            | Coalición de centroderecha   | Hermanos de Italia (FdI)                                                               | 5,9                          | 1                  |                    | Vito Bardi       |           |
|                            | Coalición de centroderecha   | Acción (Az)                                                                            | —                            | —                  |                    | Vito Bardi       |           |
|                            | Coalición de centroderecha   | Unión de Centro–Democracia Cristiana–Populares Unidos (UDC–DC–PU)                      | —                            | —                  |                    | Vito Bardi       |           |
|                            | Coalición de centroderecha   | Orgullo Lucano (OL) (incl. IV)                                                         | —                            | —                  |                    | Vito Bardi       |           |
|                            | Coalición de centroderecha   | Verdadera Basilicata (VB)                                                              | —                            | —                  |                    | Vito Bardi       |           |
|                            | Coalición de centroizquierda |                                                                                        | Movimiento 5 Estrellas (M5S) | 20,3               | 3                  | Piero Marrese    |           |
|                            | Coalición de centroizquierda | Partido Democrático (PD)                                                               | 7,7                          | 2                  |                    | Piero Marrese    |           |
|                            | Coalición de centroizquierda | Alianza Verdes e Izquierda–Partido Socialista Italiano–Basilicata Posible (AVS–PSI–BP) | 4,2+3,8+1,9                  | 0                  |                    | Piero Marrese    |           |
|                            | Coalición de centroizquierda | Basilicata Casa Común (BCC)                                                            | —                            | —                  |                    | Piero Marrese    |           |
|                            | Coalición de centroizquierda | Basilicata Unida (BU) (incl. +E)                                                       | —                            | —                  |                    | Piero Marrese    |           |
|                            | Volt Italia (Volt)           | Volt Italia (Volt)                                                                     | Volt Italia (Volt)           | —                  | —                  | Eustachio Follia |           |

## Campaña

### Candidatos oficiales
El 10 de octubre de 2023, Volt Italia anunció oficialmente la candidatura de su coordinador regional Eustachio Follia, quien también es periodista. Tras los rumores que se remontan al otoño de 2023, el empresario Angelo Chiorazzo, conocido como "El Rey de las Cooperativas Blancas", cofundador de la cooperativa Auxilium y exponente democristiano, anunció su candidatura como político independiente en diciembre de 2023. Chiorazzo contó inicialmente con el apoyo de Basilicata Casa Común (el movimiento cívico del que forma parte), el Partido Democrático, y de Italia Viva. Su candidatura recibió opiniones negativas del Movimiento 5 Estrellas y de Acción, y su llamada a elecciones primarias para determinar el candidato presidencial de la coalición de centroizquierda también fue rechazada, favoreciendo en cambio nuevas negociaciones para un candidato unificador. El 25 de febrero de 2024, el movimiento cívico Área Popular oficializó la candidatura de su secretario nacional Pasquale Tucciariello. El 17 de marzo de 2024, Área Popular anunció la retirada de Tucciarello de la campaña electoral.
El 28 de febrero de 2024, tras unos meses de negociaciones y el resultado negativo de las elecciones regionales en Cerdeña, la coalición de centroderecha anunció oficialmente la candidatura del actual presidente regional, Vito Bardi, para un segundo mandato. Bardi contó con el apoyo de siete listas de partidos: Hermanos de Italia, La Liga, Forza Italia, Nosotros Moderados, la Unión de Centro–Democracia Cristiana–Populares Unidos, Acción y la lista cívica Orgullo Lucano, que incluye a miembros de Italia Viva después de que el partido nacional liderado por Matteo Renzi diera su apoyo a Bardi el 16 de marzo de 2024 y se uniera a la coalición de centroderecha en Basilicata. La decisión de Acción del 18 de marzo de 2024 de seguir a Italia Viva y apoyar a Bardi y unirse a la coalición de centroderecha, particularmente dentro de Action pero también entre Italia Viva porque muchos de sus miembros locales se oponían abiertamente y criticaban a Bardi, y porque Italia Viva no participará en las elecciones a través de su símbolo y nombre, sino como una lista cívica con otro nombre (Orgullo Lucano), fue controvertido y provocó disenso. También provocó división entre los hermanos Pittella, con Gianni Pittella en desacuerdo. Ese mismo día se produjo una mayor controversia cuando Marcello Pittella, al justificar en un mensaje de audio su decisión y la del partido de apoyar a Bardi y unirse a la coalición de centroderecha, comparó el comportamiento del Partido Democrático y el Movimiento 5 Estrellas hacia Acción, alegando vetos, con el de los judíos durante el Holocausto. Pronto dijo que lamentaba la comparación y se disculpó con cualquiera que se sintiera ofendido por ella.

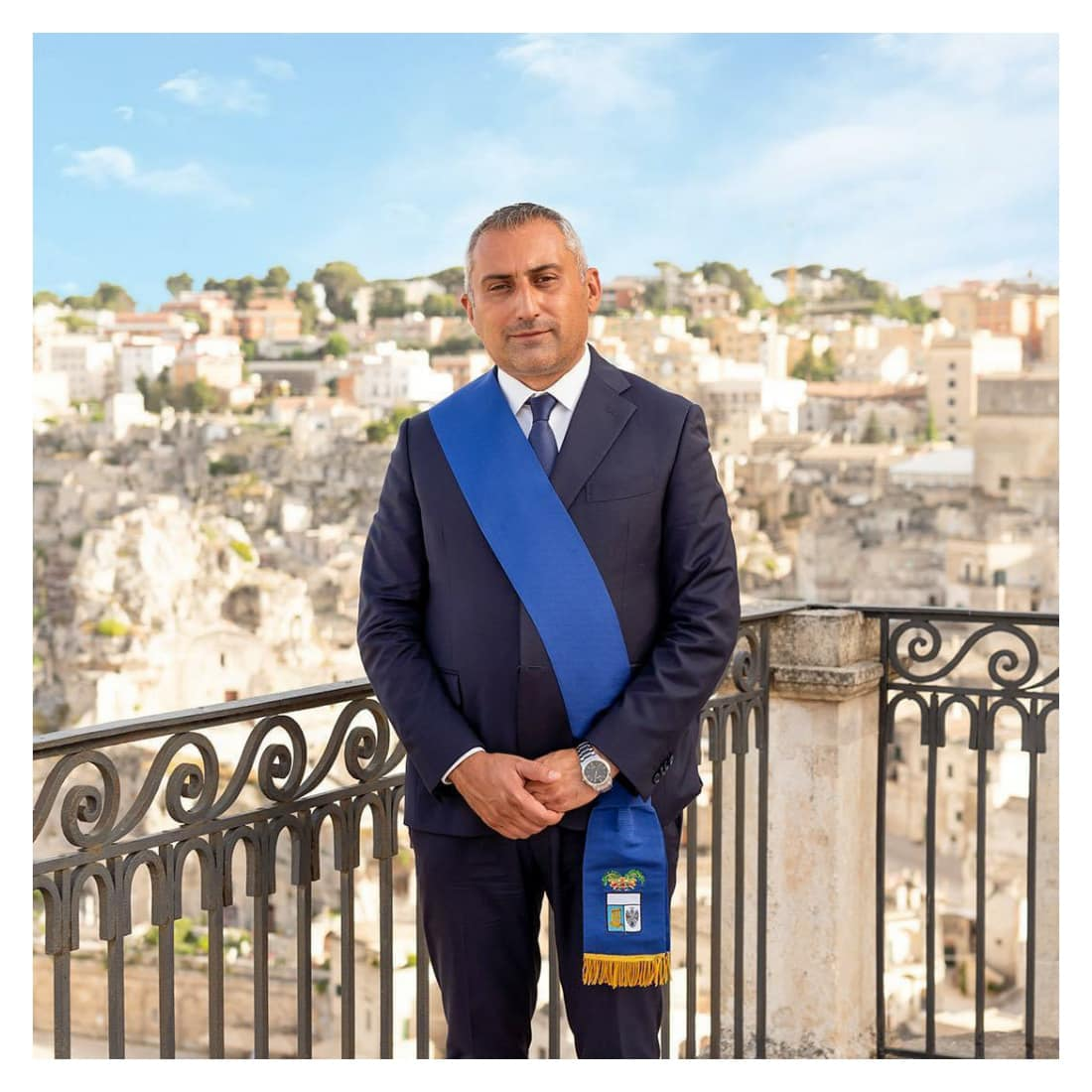
Piero Marrese, presidente de la provincia de Matera

El 13 de marzo de 2024, después de algunos meses de negociaciones y tras los resultados de las elecciones en Cerdeña y Abruzos, el Partido Democrático, el Movimiento 5 Estrellas, la Alianza Verdes e Izquierda, Más Europa y la lista cívica Basilicata Casa Común anunciaron su apoyo a la candidatura de Lacerenza, hasta entonces jefe del servicio de oftalmología del Hospital San Carlo de Potenza, y la candidatura de Chiorazzo fue retirada. El 16 de marzo de 2024, Lacerenza renunció a su nombramiento tras las reacciones negativas que su candidatura había provocado entre algunos alcaldes, administradores y sindicalistas cercanos a la coalición de centroizquierda. Ese mismo día, tras la retirada de Lacerenza, Chiorazzo volvió a proponer su candidatura, con el apoyo de Basilicata Casa Común y otras fuerzas cívicas. El 17 de marzo de 2024, tras descartarse en las semanas anteriores la posibilidad de apoyar a Chiorazzo, la coalición formada por el Partido Democrático, el Movimiento 5 Estrellas, la Alianza Verdes e Izquierda, el Partido Socialista Italiano, Más Europa y Basilicata Posible del candidato de izquierda de 2019, Valerio Tramutoli, acordó nominar a Piero Marrese, presidente de la provincia de Matera y alcalde de Montalbano Jonico, del Partido Democrático. Aunque Marrese también fue elegido gracias al apoyo de Acción, Calenda afirmó que no excluye apoyar a Bardi, lo que finalmente hizo.
El 19 de marzo de 2024, el Centro Democrático dirigido por Bruno Tabacci anunció su apoyo a Marrese. El 20 de marzo de 2024, Chiorazzo volvió a renunciar a su candidatura y respaldó a Marrese. Durante la madrugada del 21 de marzo de 2023, Marrese sufrió un accidente automovilístico, sin consecuencias. Marrese regresaba a casa después de una reunión política en Potenza. Dijo que todos estaban bien y que ya estaba trabajando para terminar las listas para las elecciones. Bardi envió un mensaje de solidaridad a Marrese y a los afectados. El 22 de marzo de 2024, la lista cívica "Más allá de Basilicata" se unió a la lista cívica de Chiorazzo "Basilicata Casa Común".
La oficialización de las listas electorales finalizó el 23 de marzo de 2024 a las 12 a. m.. Los primeros en hacerlo fueron Forza Italia y Nosotros Moderados. La lista de Chiorazzo incluía, entre otros, a dos exmiembros de la coalición de centroderecha que habían sido elegidos por última vez en 2019 con la Liga pero que habían criticado a Bardi y se habían opuesto a su candidatura a la reelección: Giovanni Viziello y Massimo Zullino de "Más allá de Basilicata". Bardi tenía siete listas de apoyo (Forza Italia–Nosotros Moderados, Hermanos de Italia, Liga, Acción, Unión del Centro–Democracia Cristiana–Populares Unidos, Orgullo Lucano y Verdadera Basilicata), Marrese tenía cinco (Partido Democrático, Movimiento 5 Estrellas, Alianza Verdes e Izquierda-Partido Socialista Italiano-Basilicata Posible, Basilicata Casa Común, y Basilicata Unida), y Follia tenía una (Volt Italia). Todos los consejeros de la coalición de centroderecha se presentan a la reelección, y 18 de 20 consejeros salientes, con un total de 13 listas y 258 candidatos; Los únicos dos consejeros salientes que no buscaron la reelección fueron el candidato de la coalición de centroizquierda de 2019, Carlo Trerotola, y Giovanni Perrino del Movimiento 5 Estrellas, que debido a sus reglas internas, no podía aspirar a un tercer mandato. Como los representantes de algunos partidos políticos se habían presentado en el último momento, hubo un retraso; la lista "Verdadera Basilicata" para la provincia de Potenza no se registró hasta las 18 horas y la misma lista para la provincia de Matera tuvo algunos problemas que pueden provocar que la lista no sea aceptada. Inicialmente se rechazaron la lista "Verdadera Basilicata" para la provincia de Matera y la lista Volt Italia para la provincia de Potenza; apelaron la decisión. El 27 de marzo de 2024, su apelación tuvo éxito y ambas listas fueron reintegradas.

### Debates
En marzo de 2024, Piero Marrese retó a Vito Bardi a un debate público. Sobre las muy discutidas negociaciones de la coalición de centroizquierda para encontrar un candidato, Marrese dijo: "Más vale tarde que Bardi".

## Encuestas de opinión
Una encuesta de opinión realizada por Sondaggi Noto del 18 al 21 de marzo de 2024 entre 1.000 electores mostró que el titular Vito Bardi estaba por delante de Piero Marrese por 11 puntos, 55 a 44 por ciento, y Eustachio Follia se llevaba el 1 por ciento restante. El margen de error, con un intervalo de confianza del 95 por ciento, fue de ±3,2 por ciento. La participación estimada fue de entre el 50 y el 54 por ciento; la encuesta no preguntó sobre las preferencias de los partidos políticos. En cuanto a la notabilidad, la encuesta mostró que el 99 por ciento de los votantes conocía a Bardi, frente al 74 por ciento que decía lo mismo de Marrese. Bardi obtuvo un índice de aprobación del 49 por ciento, en comparación con el 35 por ciento de Marrese.

### Candidatos
| Fecha          | Encuestadora | Bardi      | Marrese | Follia | Dif. |      |     |    |
| -------------- | ------------ | ---------- | ------- | ------ | ---- | ---- | --- | -- |
| Fecha          | Encuestadora | 3 Abr 2024 | Tecnè   | 54,0   | Dif. | 44,0 | 2,0 | 10 |
| 2–3 Abr 2024   | Ipsos        | 49,6       | 48,5    | 1,9    | 1,1  |      |     |    |
| 31 Mar 2024    | Winpoll      | 51,5       | 46,4    | 2,1    | 5,1  |      |     |    |
| 27–28 Mar 2024 | BiDiMedia    | 53,3       | 45,5    | 1,2    | 7,8  |      |     |    |
| 18–21 Mar 2024 | Noto         | 55,0       | 44,0    | 1,0    | 11   |      |     |    |

### Partidos
| Fecha          | Encuestadora | Centroderecha | Centroderecha | Centroderecha | Centroderecha | Centroderecha | Centroderecha | Centroderecha | Centroizquierda | Centroizquierda | Centroizquierda | Centroizquierda | Centroizquierda | Volt | Dif.   |
| Fecha          | Encuestadora | FdI           | FI            | Lega          | Az            | IV            | UdC           | VB            | PD              | BCC             | M5S             | AVS             | +E              | Volt | Dif.   |
| -------------- | ------------ | ------------- | ------------- | ------------- | ------------- | ------------- | ------------- | ------------- | --------------- | --------------- | --------------- | --------------- | --------------- | ---- | ------ |
| Fecha          | Encuestadora |               |               |               |               |               |               |               |                 |                 |                 |                 |                 |      | Dif.   |
| 3 Abr 2024     | Tecnè        | 17,0          | 17,0          | 5,0           | 6,0           | 4,0           | 2,0           | 3,0           | 15,0            | 9,0             | 11,0            | 6,0             | 3,0             | 2,0  | Empate |
| 2–3 Abr 2024   | Ipsos        | 20,1          | 12,5          | 5,3           | 4,1           | 1,9           | 1,1           | 3,6           | 18,0            | 6,6             | 16,0            | 6,0             | 2,0             | 2,8  | 2,1    |
| 31 Mar 2024    | Winpoll      | 18.7          | 11,6          | 5,7           | 6,0           | 4,4           | 1,2           | 3,5           | 16,3            | 6,0             | 15,9            | 5,4             | 3,3             | 2,0  | 2,4    |
| 27–28 Mar 2024 | BiDiMedia    | 19,8          | 12,1          | 8,6           | 6,4           | 4,4           | 2,0           | 1,3           | 14,2            | 10,6            | 9,8             | 6,7             | 3,2             | 1,0  | 5,6    |

### Aprobación
Los índices de aprobación de Vito Bardi oscilaron durante su presidencia, desde un 73 por ciento de desaprobación (incluidos los indecisos) hasta un 54,9 por ciento de aprobación. En 2021, fue considerado el presidente menos popular de una región. En 2023 recuperó cierta popularidad, subiendo al puesto 14 del 40,5 por ciento al 47,5 por ciento en julio de 2023, y llegando a ser el quinto presidente regional más popular en diciembre de 2023.
| Fecha          | Encuestador | Aprobación | Desaprobación | Indecisos |
| -------------- | ----------- | ---------- | ------------- | --------- |
| 2–3 Abr 2024   | Ipsos       | 33         | 58            | 6         |
| 27–28 Mar 2024 | BiDiMedia   | 39         | 44            | 7         |
| 8–13 Dic 2023  | Lab2101     | 54,9       | 45,1          | 45,1      |
| Ago 2023       | Lab2101     | 54,9       | 45,1          | 45,1      |
| Jul 2023       | Noto        | 47,5       | 52,5          | 52,5      |
| May 2023       | SWG         | 33         | 67            | 67        |
| 10–23 Ago 2022 | Lab2101     | 51,3       | 48,7          | 48,7      |
| Jul 2022       | Noto        | 40,5       | 59,5          | 59,5      |
| May 2022       | SWG         | 27         | 73            | 73        |
| Jul 2021       | Noto        | 39         | 61            | 61        |

| Fecha          | Encuestador | Aprobación | Desaprobación | Indecisos |
| -------------- | ----------- | ---------- | ------------- | --------- |
| 2–3 Abr 2024   | Ipsos       | 40         | 42            | 18        |
| 27–28 Mar 2024 | BiDiMedia   | 44         | 49            | 7         |

| Fecha          | Encuestador | Aprobación | Desaprobación | Indecisos |
| -------------- | ----------- | ---------- | ------------- | --------- |
| 2–3 Abr 2024   | Ipsos       | 22         | 52            | 26        |
| 27–28 Mar 2024 | BiDiMedia   | 19         | 54            | 28        |

## Resultados

Partido más votado por comune

| Resultados por partido Resultados por coalición |                                    |         |        |         |                                                       |                     |         |        |         |
| Candidatos                                      | Candidatos                         | Votos   | %      | Escaños | Partidos                                              | Partidos            | Votos   | %      | Escaños |
|                                                 | Vito Bardi                         | 153.088 | 56,63  | 1       |                                                       | Hermanos de Italia  | 45.458  | 17,39  | 4       |
|                                                 | Vito Bardi                         | 153.088 | 56,63  | 1       | Forza Italia                                          | 34.018              | 13,01   | 3      |         |
|                                                 | Vito Bardi                         | 153.088 | 56,63  | 1       | Liga                                                  | 20.430              | 7,81    | 2      |         |
|                                                 | Vito Bardi                         | 153.088 | 56,63  | 1       | Acción                                                | 19.646              | 7,51    | 2      |         |
|                                                 | Vito Bardi                         | 153.088 | 56,63  | 1       | Orgullo Lucano                                        | 18.371              | 7,03    | 1      |         |
|                                                 | Vito Bardi                         | 153.088 | 56,63  | 1       | Unión de Centro–Democracia Cristiana–Populares Unidos | 6.636               | 2,54    | –      |         |
|                                                 | Vito Bardi                         | 153.088 | 56,63  | 1       | Verdadera Basilicata                                  | 5.822               | 2,23    | –      |         |
| Total                                           | Total                              | 153.088 | 56,63  | 1       | 150.381                                               | 57,52               | 12      |        |         |
|                                                 | Piero Marrese                      | 113.979 | 42,16  | 1       |                                                       | Partido Democrático | 36.254  | 13,87  | 2       |
|                                                 | Piero Marrese                      | 113.979 | 42,16  | 1       | Basilicata Casa Común                                 | 29.228              | 11,88   | 2      |         |
|                                                 | Piero Marrese                      | 113.979 | 42,16  | 1       | Movimiento 5 Estrellas                                | 20.026              | 7,66    | 2      |         |
|                                                 | Piero Marrese                      | 113.979 | 42,16  | 1       | Alianza Verdes e Izquierda–PSI–Basilicata Posible     | 15.144              | 5,79    | 1      |         |
|                                                 | Piero Marrese                      | 113.979 | 42,16  | 1       | Basilicata Unida                                      | 7.483               | 2,87    | –      |         |
| Total                                           | Total                              | 113.979 | 42,16  | 1       | 108.135                                               | 41,36               | 7       |        |         |
|                                                 | Eustachio Follia                   | 3.269   | 1,21   | –       |                                                       | Volt Italia         | 2.947   | 1,13   | –       |
|                                                 |                                    |         |        |         |                                                       |                     |         |        |         |
| Votos válidos                                   | Votos válidos                      | 270.336 | 95,56  |         |                                                       |                     |         |        |         |
| Votos en blanco                                 | Votos en blanco                    | 3.090   | 1,09   |         |                                                       |                     |         |        |         |
| Votos nulos                                     | Votos nulos                        | 9.460   | 3,35   |         |                                                       |                     |         |        |         |
| Total candidatos                                | Total candidatos                   | 282.886 | 100,00 | 2       | Total partidos                                        | Total partidos      | 261.463 | 100,00 | 19      |
| Votantes registrados/participación              | Votantes registrados/participación | 567.939 | 49,81  |         |                                                       |                     |         |        |         |
| Fuente: Ministerio del Interior – Resultados    |                                    |         |        |         |                                                       |                     |         |        |         |

| \| Voto popular \| Voto popular \| Voto popular \| Voto popular \| Voto popular \| \| ------------ \| ------------ \| ------------ \| ------------ \| ------------ \| \| \| \| \| \| \| \| FdI \| FdI \| \| 17.39 % \| 17.39 % \| \| PD \| PD \| \| 13.87 % \| 13.87 % \| \| FI \| FI \| \| 13.01 % \| 13.01 % \| \| BCC \| BCC \| \| 11.18 % \| 11.18 % \| \| Lega \| Lega \| \| 7.81 % \| 7.81 % \| \| M5S \| M5S \| \| 7.66 % \| 7.66 % \| \| Az \| Az \| \| 7.51 % \| 7.51 % \| \| OL \| OL \| \| 7.03 % \| 7.03 % \| \| AVS–PSI–BP \| AVS–PSI–BP \| \| 5.79 % \| 5.79 % \| \| BU \| BU \| \| 2.86 % \| 2.86 % \| \| UDC–DC–PU \| UDC–DC–PU \| \| 2.54 % \| 2.54 % \| \| VB \| VB \| \| 2.23 % \| 2.23 % \| \| Volt \| Volt \| \| 1.13 % \| 1.13 % \| |            |  |         |         |
| Voto popular |            |  |         |         |
| |            |  |         |         |
| FdI | FdI        |  | 17.39 % | 17.39 % |
| PD | PD         |  | 13.87 % | 13.87 % |
| FI | FI         |  | 13.01 % | 13.01 % |
| BCC | BCC        |  | 11.18 % | 11.18 % |
| Lega | Lega       |  | 7.81 %  | 7.81 %  |
| M5S | M5S        |  | 7.66 %  | 7.66 %  |
| Az | Az         |  | 7.51 %  | 7.51 %  |
| OL | OL         |  | 7.03 %  | 7.03 %  |
| AVS–PSI–BP | AVS–PSI–BP |  | 5.79 %  | 5.79 %  |
| BU | BU         |  | 2.86 %  | 2.86 %  |
| UDC–DC–PU | UDC–DC–PU  |  | 2.54 %  | 2.54 %  |
| VB | VB         |  | 2.23 %  | 2.23 %  |
| Volt | Volt       |  | 1.13 %  | 1.13 %  |

| \| Presidente \| Presidente \| Presidente \| Presidente \| Presidente \| \| ---------- \| ---------- \| ---------- \| ---------- \| ---------- \| \| \| \| \| \| \| \| Bardi \| Bardi \| \| 56.63 % \| 56.63 % \| \| Marrese \| Marrese \| \| 42.16 % \| 42.16 % \| \| Follia \| Follia \| \| 1.21 % \| 1.21 % \| |         |  |         |         |
| Presidente |         |  |         |         |
| |         |  |         |         |
| Bardi | Bardi   |  | 56.63 % | 56.63 % |
| Marrese | Marrese |  | 42.16 % | 42.16 % |
| Follia | Follia  |  | 1.21 %  | 1.21 %  |

### Participación
| Región                                          | Hora       | Hora       | Hora       | Hora     |
| Región                                          | Domingo 21 | Domingo 21 | Domingo 21 | Lunes 22 |
| Región                                          | 12:00      | 19:00      | 23:00      | 15:00    |
| ----------------------------------------------- | ---------- | ---------- | ---------- | -------- |
| Basilicata                                      | 9,12%      | 27,37%     | 37,74%     | 49,81%   |
| Provincia                                       | Hora       | Hora       | Hora       | Hora     |
| Provincia                                       | Domingo 21 | Domingo 21 | Domingo 21 | Lunes 22 |
| Provincia                                       | 12:00      | 19:00      | 23:00      | 15:00    |
| Matera                                          | 9,74%      | 29,11%     | 40,98%     | 54,08%   |
| Potenza                                         | 8,84%      | 26,61%     | 36,31%     | 47,93%   |
| Fuente: Ministerio del Interior – Participación |            |            |            |          |

### Consejeros electos
| Circunscripción         | Partido | Partido | Consejero                   | Votos   |
| ----------------------- | ------- | ------- | --------------------------- | ------- |
| Basilicata (en general) |         | FI      | Vito Bardi                  | 153.088 |
| Basilicata (en general) |         | PD      | Piero Marrese               | 113.979 |
| Potenza                 |         | FdI     | Carmine Cicala              | 4.913   |
| Potenza                 |         | FdI     | Maddalena Fazzari           | 4.782   |
| Potenza                 |         | FdI     | Michele Napoli              | 4.319   |
| Potenza                 |         | FI      | Francesco Cupparo           | 4.372   |
| Potenza                 |         | FI      | Gianuario Aliandro          | 3.045   |
| Potenza                 |         | Lega    | Pasquale Pepe               | 4.565   |
| Potenza                 |         | OL      | Mario Polese                | 3.492   |
| Potenza                 |         | Az      | Marcello Pittella           | 7.157   |
| Potenza                 |         | PD      | Piero Lacorazza             | 4.707   |
| Potenza                 |         | BCC     | Angelo Chiorazzo            | 7.284   |
| Potenza                 |         | M5S     | Alessia Araneo              | 3.254   |
| Potenza                 |         | AVS     | Antonio Bochicchio          | 1.843   |
| Matera                  |         | FdI     | Cosimo Latronico            | 3.440   |
| Matera                  |         | FI      | Michele Casino              | 2.853   |
| Matera                  |         | Az      | Nicola Massimo Morea        | 2.722   |
| Matera                  |         | Lega    | Domenico Raffaele Tataranno | 2.294   |
| Matera                  |         | PD      | Roberto Cifarelli           | 4.967   |
| Matera                  |         | BCC     | Giovanni Vizziello          | 2.419   |
| Matera                  |         | M5S     | Viviana Verri               | 2.161   |

1. ↑  Como Presidente de la Región.
2. ↑  Como segundo candidato más votado a la Presidencia de la Región.
3. ↑  Miembro de Italia Viva.
4. ↑  Miembro del PSI.